# История наук о Земле (журнал)
История наук о Земле (2008—2011) — российский рецензируемый международный научный журнал по истории наук о Земле.
Освещает вопросы истории наук о Земле, он ориентирован на сотрудничество российских и зарубежных историков науки. Включён в «Перечень ведущих рецензируемых научных журналов и изданий, в которых должны быть опубликованы основные научные результаты диссертаций на соискание ученой степени доктора и кандидата наук» (перечень ВАК).

## История
Журнал издаётся в Москве с 2008 года, учредитель Институт физики Земли имени О. Ю. Шмидта РАН.
Публикуется на русском языке, переводится на английский. Зарегистрирован в International Serials Data System, имеет представительства в России, Австралии, Великобритании, Италии и Турции. Статьи присланные на английском языке переводятся и публикуются в журнале на русском языке.
С 2012 года журнал временно не публикуется.

## Описание
Выходит с периодичностью — 4 номера в год. Разбит по годам на тома.
Журнал рассматривает историю развития теории и практики различных направлений наук о Земле.
Особое внимание было уделено персоналиям учёных, внёсших большой вклад в развитие науки.
Журнал иллюстрирован оригинальными и историческими фотоматериалами, архивными документами, отражающими важные этапы истории наук о Земле.

## Редакционная коллегия
Главный редактор — А. Я. Сидорин, Институт физики Земли имени О. Ю. Шмидта РАН.
Редакционная коллегия (за всю историю журнала):
- В. Ю. Афиани
- В. В. Демидов
- Л. И. Иогансон
- А. В. Козенко
- В. М. Котляков
- А. В. Лапо
- И. Г. Малахова, ответственный секретарь
- Е. Е. Милановский
- Р. Л. Мишина
- И. И. Мочалов
- А. В. Постников, заместитель главного редактора
- А. Г. Рябухин
- В. А. Снытко
- В. В. Федоров
- В. Е. Хаин
- Г. П. Хомизури
- В. А. Широкова
- Ю. К. Щукин

Иностранные редакторы:
- Д. Олдройд (D. Oldroyd) — зам. главного редактора
- С. Нелл (S. Knell)
- Г. Феррари (G. Ferrari)
- Ж. Б. Ваи (G. B. Vai)
- А. М. Д. Шенгёр — зам. главного редактора